# Монфардини, Фердинандо
Фердинандо Монфардини (родился 20 ноября 1984 года в Изола-делла-Скала) итальянский автогонщик. Он принимал участие в 2005 и 2006 в сезонах серии GP2, перед этим участвуя в Формуле-3000, которую заменила GP2.

## Карьера
Карьера Монфардини началась в 1994, с выступлений в картинге, как и у большинства его соперников по GP2. Он там выступал вплоть до 2000 года, дебютировав в Итальянской Формуле-Рено в 2001. Фердинандо остался в серии в 2002, совмещая с выступлениями Формуле-Рено 2000 Еврокубок. Он снова принял участие в Итальянской Формуле-Рено в 2003, две гонки в Еврокубке 2000 и Формуле-3000 с командой BCN.
В 2004 он провёл свой первый полный сезон Формулы-300 с командой AEZ, и в 2005 стал одним из немногих пилотов GP2 у кого был опыт целого сезона Формулы-3000. Он ездил за команду Durango, где был вторым номером Кливио Пиччионе, перешёл в команду Coloni в конце сезона, поменявшись местами с соотечественником Джанмарией Бруни. В 2006 он перешёл в команду DAMS, но заработал лишь на одно очко больше чем в предыдущем сезоне и ушёл из серии.
В 2007 он гонялся в классе GT1 в FIA GT, управляя Aston Martin DBR9. В 2008, он управлял Ferrari 430 в классе GTA International GT Open.

## Результаты выступлений

### Результаты выступлений в Формуле-3000
| Легенда к таблице |                                                                    |
| --- | ------------------------------------------------------------------ |
| В таблице перечислены результаты всех гонок, в которых принимал участие гонщик. Строками таблицы являются сезоны, столбцами — этапы соревнований. В каждой клетке указаны сокращённое название этапа и результат, дополнительно обозначенный цветом. Расшифровка обозначений и цветов представлена в нижеследующей таблице. |                                                                    |
| \| Пример \| Описание \| \| ------------ \| ------------------------------------------------------------------ \| \| 1 \| Победитель \| \| 2 \| Второе место \| \| 3 \| Третье место \| \| 5 \| Финишировал, заработав очки \| \| Сход \| Не финишировал, но при этом заработал очки \| \| 12 \| Финишировал, не получив очков \| \| НКЛ \| Финишировал, но не попал в финальную классификацию \| \| 15 \| Участвовал вне зачёта, либо по отдельной классификации \| \| 18 \| Не финишировал, но попал в финальную классификацию \| \| Сход \| Не финишировал \| \| НКВ \| Не прошёл квалификацию \| \| НПКВ \| Не прошёл предквалификацию \| \| ДСК \| Дисквалифицирован \| \| ИСК \| Исключён из протокола соревнований \| \| ТТ \| Заявлен для участия только в тренировках \| \| НС \| Участвовал в квалификации, но не стартовал в гонке \| \| Т \| Травмирован или болен \| \| ОТК \| Отказ от участия \| \| НТР \| Прибыл на соревнования, но на трассу не выезжал \| \| НПР \| Был заявлен в числе участников, но не прибыл к началу соревнований \| \| О \| Соревнования отменены \| \| \| Не участвовал \| \| Поул-позиция \| \| \| Быстрый круг \| \| |                                                                    |
| Пример | Описание                                                           |
| 1 | Победитель                                                         |
| 2 | Второе место                                                       |
| 3 | Третье место                                                       |
| 5 | Финишировал, заработав очки                                        |
| Сход | Не финишировал, но при этом заработал очки                         |
| 12 | Финишировал, не получив очков                                      |
| НКЛ | Финишировал, но не попал в финальную классификацию                 |
| 15 | Участвовал вне зачёта, либо по отдельной классификации             |
| 18 | Не финишировал, но попал в финальную классификацию                 |
| Сход | Не финишировал                                                     |
| НКВ | Не прошёл квалификацию                                             |
| НПКВ | Не прошёл предквалификацию                                         |
| ДСК | Дисквалифицирован                                                  |
| ИСК | Исключён из протокола соревнований                                 |
| ТТ | Заявлен для участия только в тренировках                           |
| НС | Участвовал в квалификации, но не стартовал в гонке                 |
| Т | Травмирован или болен                                              |
| ОТК | Отказ от участия                                                   |
| НТР | Прибыл на соревнования, но на трассу не выезжал                    |
| НПР | Был заявлен в числе участников, но не прибыл к началу соревнований |
| О | Соревнования отменены                                              |
| | Не участвовал                                                      |
| Поул-позиция |                                                                    |
| Быстрый круг |                                                                    |

| Год  | Команда    | Шасси       | Двигатель     | Шины | 1      | 2      | 3      | 4      | 5      | 6     | 7        | 8      | 9        | 10     | Место | Очки |
| ---- | ---------- | ----------- | ------------- | ---- | ------ | ------ | ------ | ------ | ------ | ----- | -------- | ------ | -------- | ------ | ----- | ---- |
| 2003 | BCN F3000  | Lola B02/50 | Zytek-Judd KV | A    | ИМО    | КАТ    | А1Р    | МОН    | НЮР    | МАН   | СИЛ      | ХОК    | ХУН Сход | МНЦ 10 | НКЛ   | 0    |
| 2004 | AEZ Racing | Lola B02/50 | Zytek-Judd KV | A    | ИМО 14 | КАТ 13 | МОН 13 | НЮР 15 | МАН 10 | СИЛ 9 | ХОК Сход | ХУН 13 | СПА 16   | МНЦ 14 | НКЛ   | 0    |

### Результаты выступлений в серии GP2
| Легенда к таблице |                                                                    |
| --- | ------------------------------------------------------------------ |
| В таблице перечислены результаты всех гонок, в которых принимал участие гонщик. Строками таблицы являются сезоны, столбцами — этапы соревнований. В каждой клетке указаны сокращённое название этапа и результат, дополнительно обозначенный цветом. Расшифровка обозначений и цветов представлена в нижеследующей таблице. |                                                                    |
| \| Пример \| Описание \| \| ------------ \| ------------------------------------------------------------------ \| \| 1 \| Победитель \| \| 2 \| Второе место \| \| 3 \| Третье место \| \| 5 \| Финишировал, заработав очки \| \| Сход \| Не финишировал, но при этом заработал очки \| \| 12 \| Финишировал, не получив очков \| \| НКЛ \| Финишировал, но не попал в финальную классификацию \| \| 15 \| Участвовал вне зачёта, либо по отдельной классификации \| \| 18 \| Не финишировал, но попал в финальную классификацию \| \| Сход \| Не финишировал \| \| НКВ \| Не прошёл квалификацию \| \| НПКВ \| Не прошёл предквалификацию \| \| ДСК \| Дисквалифицирован \| \| ИСК \| Исключён из протокола соревнований \| \| ТТ \| Заявлен для участия только в тренировках \| \| НС \| Участвовал в квалификации, но не стартовал в гонке \| \| Т \| Травмирован или болен \| \| ОТК \| Отказ от участия \| \| НТР \| Прибыл на соревнования, но на трассу не выезжал \| \| НПР \| Был заявлен в числе участников, но не прибыл к началу соревнований \| \| О \| Соревнования отменены \| \| \| Не участвовал \| \| Поул-позиция \| \| \| Быстрый круг \| \| |                                                                    |
| Пример | Описание                                                           |
| 1 | Победитель                                                         |
| 2 | Второе место                                                       |
| 3 | Третье место                                                       |
| 5 | Финишировал, заработав очки                                        |
| Сход | Не финишировал, но при этом заработал очки                         |
| 12 | Финишировал, не получив очков                                      |
| НКЛ | Финишировал, но не попал в финальную классификацию                 |
| 15 | Участвовал вне зачёта, либо по отдельной классификации             |
| 18 | Не финишировал, но попал в финальную классификацию                 |
| Сход | Не финишировал                                                     |
| НКВ | Не прошёл квалификацию                                             |
| НПКВ | Не прошёл предквалификацию                                         |
| ДСК | Дисквалифицирован                                                  |
| ИСК | Исключён из протокола соревнований                                 |
| ТТ | Заявлен для участия только в тренировках                           |
| НС | Участвовал в квалификации, но не стартовал в гонке                 |
| Т | Травмирован или болен                                              |
| ОТК | Отказ от участия                                                   |
| НТР | Прибыл на соревнования, но на трассу не выезжал                    |
| НПР | Был заявлен в числе участников, но не прибыл к началу соревнований |
| О | Соревнования отменены                                              |
| | Не участвовал                                                      |
| Поул-позиция |                                                                    |
| Быстрый круг |                                                                    |

| Год  | Команда           | 1          | 2          | 3          | 4        | 5          | 6          | 7       | 8        | 9        | 10         | 11       | 12         | 13         | 14         | 15       | 16         | 17         | 18         | 19       | 20         | 21         | 22         | 23       | ЛЗ | Очки |
| ---- | ----------------- | ---------- | ---------- | ---------- | -------- | ---------- | ---------- | ------- | -------- | -------- | ---------- | -------- | ---------- | ---------- | ---------- | -------- | ---------- | ---------- | ---------- | -------- | ---------- | ---------- | ---------- | -------- | -- | ---- |
| 2005 | Durango           | САН 1 Сход | САН 2 НС   | ИСП 1 Сход | ИСП 2 11 | МОН 1 НС   | ЕВР 1 Сход | ЕВР 2 6 | ФРА 1 12 | ФРА 2 17 | ВЕЛ 1 14   | ВЕЛ 2 10 | ГЕР 1 Сход | ГЕР 2 15   | ВЕН 1 Сход | ВЕН 2 11 | ТУЦ 1 Сход | ТУЦ 2 Сход | ИТА 1 8    | ИТА 2 4  | БЕЛ 1      | БЕЛ 2      |            |          | 17 | 5    |
| 2005 | Coloni Motorsport |            |            |            |          |            |            |         |          |          |            |          |            |            |            |          |            |            |            |          |            |            | БАХ 1 Сход | БАХ 2 11 | 17 | 5    |
| 2006 | DAMS              | ВАЛ 1 12   | ВАЛ 2 Сход | САН 1 12   | САН 2 9  | ЕВР 1 Сход | ЕВР 2 10   | ИСП 1 6 | ИСП 2 6  | МОН 1 9  | ВЕЛ 1 Сход | ВЕЛ 2 НС | ФРА 1 8    | ФРА 2 Сход | ГЕР 1 Сход | ГЕР 2 12 | ВЕН 1 11   | ВЕН 2 6    | ТУЦ 1 Сход | ТУЦ 2 12 | ИТА 1 Сход | ИТА 2 Сход |            |          | 21 | 6    |